# A Bone for a Bone
A Bone for a Bone es un cortometraje de Looney Tunes dirigido por Friz Freleng para Warner. Fue lanzado el 7 de abril de 1951 y presenta a los Goofy Gophers.
La caricatura es la primera de los cuatro cortometrajes de Goofy Gophers dirigidas por Freleng, y fue el trabajo final de JB Hardaway en el estudio Warner Bros., habiendo regresado después de casi una década en el estudio Walter Lantz.

## Trama
Los Gophers se encuentran jugando un juego de ginebra en su agujero en el suelo fuera de una casa, donde Tosh pierde su quinto juego consecutivo, cuando Geo P. Dog cava un agujero y arroja un hueso sobre los Gophers y luego lo entierra. Geo quita el hueso a pedido de Tosh, pero al darse cuenta de que fueron las tuzas las que le pidieron que lo moviera, regresa al mismo agujero para volver a enterrar el hueso. Esta vez, Mac sube, solo para ser agarrado por Geo. Mac luego grita pidiendo ayuda, que llega en forma de Tosh y un martillo, el cual utiliza para golpear la cabeza de Geo, permitiendo que los Gophers regresen a su agujero y escapen del perro, pero no antes de que los Gophers tengan una discusión sobre quién debe entrar primero al hoyo.
Mientras Geo mete la mano en el agujero para tratar de encontrar a los Gophers, ellos colocan una mano falsa en un extremo de una manguera de jardín gris y una soga alrededor del otro extremo para sujetarla a la mano real del perro. Luego, la manguera se saca de otro agujero y se extiende a la calle, donde un camión la atropella rápidamente, lo que hace que el perro crea que ha sido herido hasta que encuentra a Tosh detrás de él. Después de bloquear dos intentos de Tosh para volver a su agujero, el perro lo desafía a inventar un truco, el cual realiza: una carta con un petardo que explota, permitiéndole a Tosh escapar.
Furioso, el perro toma una lata de TNT y la vierte dentro del agujero. Mac luego emerge del otro y pide prestado un fósforo, a lo que Geo se obliga, solo para ver el fósforo utilizado para encender el TNT y encenderlo. Finalmente, el perro persigue a los Gophers bajo tierra y es engañado haciéndole creer que entraron en una tubería de gas abierta. Poco después de que el perro ingresa a la línea principal, los Gophers la cierran y la dejan completamente negra. Cuando el perro intenta encender un fósforo, la tubería principal de gas explota y el perro sale del horno en la casa, y finalmente sale de las instalaciones (es aquí donde se identifica al perro). Luego, los Gophers reanudan su juego de ginebra.